# Falcuna suffusa
Falcuna suffusa är en fjärilsart som beskrevs av Henry Stempffer och Bennett 1963. Falcuna suffusa ingår i släktet Falcuna och familjen juvelvingar. Inga underarter finns listade i Catalogue of Life.